# Herbert Ninaus
Herbert Ninaus (Voitsberg, 31 marzo 1937 – Sydney, 24 aprile 2015) è stato un calciatore austriaco naturalizzato australiano, di ruolo attaccante.